# Hako
Hako en HKR zijn historische Duitse motorfietsmerken van dezelfde producent.
De bedrijfsnaam was: Hans Korn Motorradbau, Rothenburg ob der Tauber.
In de eerste helft van de jaren twintig sprongen honderden kleine Duitse bedrijven in op de behoefte aan goedkope motorfietsen die na de Eerste Wereldoorlog was ontstaan. De meesten kochten daarvoor goedkope Duitse inbouwmotoren die ze in eigen frames monteerden. Door de grote concurrentie gingen in het jaar 1925 meer dan 150 van deze merken ter ziele.
Hans Korn gooide het over een andere boeg. De Britse coureur Howard R. Davies had naam gemaakt in de belangrijkste race ter wereld, de Isle of Man TT en was zijn eigen merk HRD begonnen. Daarvoor gebruikte hij JAP-motoren. Korn ging in 1924 imitaties van de HRD bouwen en daarvoor liet hij 348- en 498cc-JAP-kopklepmotoren overkomen. Hij begaf zich daarmee op een klein stukje van de markt: sportieve maar dure motorfietsen. Hij overleefde het jaar 1925, maar moest zijn bedrijf wel reorganiseren, waarna de motorfietsen in 1926 onder de nieuwe merknaam "HKR" (Hans Korn Rothenburg) geleverd werden. Dit was echter het laatste jaar van de productie.